# Elroy (Wisconsin)
Elroy é uma cidade localizada no estado norte-americano de Wisconsin, no Condado de Juneau.

## Demografia
Segundo o censo norte-americano de 2000, a sua população era de 1578 habitantes.
Em 2006, foi estimada uma população de 1498, um decréscimo de 80 (-5.1%).

## Geografia
De acordo com o United States Census Bureau tem uma área de
5,0 km², dos quais 5,0 km² cobertos por terra e 0,0 km² cobertos por água.

## Localidades na vizinhança
O diagrama seguinte representa as localidades num raio de 16 km ao redor de Elroy.